# 5579 Uhlherr
5579 Uhlherr è un asteroide della fascia principale. Scoperto nel 1988, presenta un'orbita caratterizzata da un semiasse maggiore pari a 1,9491025 UA e da un'eccentricità di 0,0977912, inclinata di 23,54634° rispetto all'eclittica.